# Черминьяно
Черминьяно (итал. Cermignano) — коммуна в Италии, расположена в регионе Абруццо, подчиняется административному центру Терамо.
Население составляет 1970 человек, плотность населения составляет 76 чел./км². Занимает площадь 26 км². Почтовый индекс — 64037. Телефонный код — 0861.
Покровителем коммуны почитается святой Сильвестр I, папа Римский, празднование 31 декабря.